# Hilarempis tenuicornis
Hilarempis tenuicornis är en tvåvingeart som beskrevs av Smith 1969. Hilarempis tenuicornis ingår i släktet Hilarempis och familjen dansflugor. Inga underarter finns listade i Catalogue of Life.